# Bennie Tuinstra
Bennie Tuinstra (ur. 13 września 2000) – holenderski siatkarz, grający na pozycji przyjmującego, reprezentant Holandii.
Przed karierą seniorską grał w klubie Talentteam Papendal. Pierwszy profesjonalny kontrakt podpisał z drużyną z Francji z Tourcoing LM, w której występował w sezonie 2018/2019. W 2019 roku powrócił do Holandii do zespołu Amysoft Lycurgus, gdzie był zawodnikiem w latach 2019-2021. Na początku września 2021 roku przeniósł się do Mistrza Turcji, do Ziraatu Bankkart Ankara, gdzie spędził tam kolejne 3 sezony. W sezonie 2024/2025 jest zawodnikiem Bogdanki LUK Lublin.

## Sukcesy klubowe
Puchar Holandii:
- 2020, 2021

Superpuchar Holandii:
- 2020

Liga holenderska:
- 2021

Superpuchar Turcji:
- 2021, 2022[5], 2023[6]

Liga turecka:
- 2022[7], 2023[8]
- 2024[9]

Puchar Challenge:
- 2025[10]

Liga polska:
- 2025[11]

## Nagrody indywidualne
- 2018: Najlepszy przyjmujący Mistrzostw Europy Juniorów